# Elvis Rolle
Elvis Rolle, (nacido el 8 de febrero de 1958 en Cat Island, Bahamas)  es un exjugador de baloncesto bahamense. Con 2.08 de estatura, su puesto natural en la cancha era el de pívot.

## Trayectoria
- 1976-1978 Universidad de Oral Roberts
- 1979-1981 Universidad de Florida State
- 1981-1985 Virtus Bologna
- 1985-1988 Pallacanestro Livorno
- 1988-1989 AS Monaco Basket
- 1989-1992  Pallacanestro Livorno
- 1992-1993 Virtus Roma
- 1994 Pallacanestro Trapani

## Palmarés
- LEGA: 1

Virtus Bologna: 1983-84.
- Copa Italia: 1

Virtus Bologna: 1984.